# Brinksitzerhaus Oberneulander Landstraße

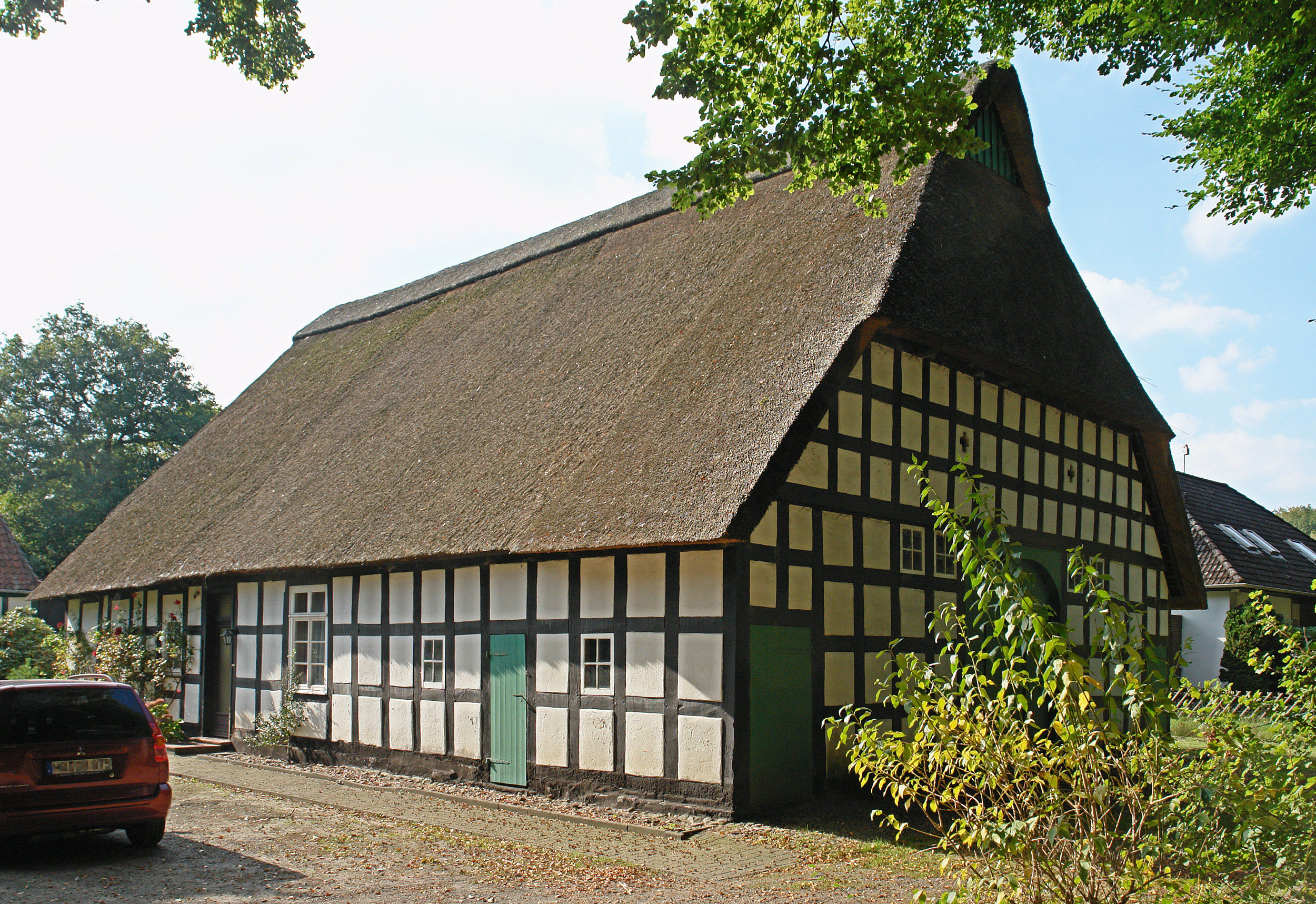
Ehem. Bauernhaus in Oberneuland

Das Brinksitzerhaus Oberneulander Landstraße befindet sich in Bremen, Stadtteil Oberneuland, Oberneulander Landstraße 24. Das Bauernhaus entstand 1833. Es steht seit 2014 unter Bremer Denkmalschutz.

## Geschichte
Auf dem Grundstück einer alten Hofstelle wurde ein älteres, kleineres Rauchhaus ohne Kamin abgerissen.

Es entstand 1833 das eingeschossige, weiße Brinksitzerhaus mit ausgemauertem Holzfachwerk und einem reetgedecktem Satteldach als niederdeutsches Hallenhaus für den Bauern Elard Bartels. Dieser Häusertyp als Zweiständerhaus mit seitlichen Ankübbungen war hier üblich. Es hatte bereits eine Ofenheizung.
Kleinbäuerliches Brinksitzer waren früher freie Kleinbauern (auch Häusler oder Büdner). Brink ist ein germanisches Wort, das in geographischen Namen seit dem Frühmittelalter eine leicht erhöhte Stelle, bezeichnete.
Heute (2018) steht das als Wohnhaus  umgebaute Gebäude in einer stark durchgrünten Wohnsiedlung, schräg gegenüber vom Gut Hodenberg. Hier wahr wohl 1113 der Siedlungsbeginn um und in Oberneuland.
Das Landesamt für Denkmalpflege Bremen  befand: Das „... Brinksitzerhaus.... mit einigen konstruktiven und nutzungsgeschichtlichen Besonderheiten sowie in einer lokalgeschichtlich bedeutsamen topographischen Situation, ist in mehrfacher Hinsicht bemerkenswert und stellt ein unverzichtbares Zeugnis ländlichen Bauens und Lebens in Bremen... dar.“